# Tabernacolo di Boldrone
Il tabernacolo di Boldrone si trova in via di Boldrone angolo via dell'Osservatorio a Firenze, in zona Quarto. Conteneva un gruppo di affreschi di Jacopo Pontormo, databili al 1521-1522 circa e oggi è esposto nel palazzo dell'Arte dei Beccai a Firenze, sede della Accademia delle arti del disegno (in loco sono state messe delle copie moderne).

## Storia e descrizione
Deve il proprio nome all'ex-monastero di San Giovanni Evangelista di Boldrone, che a sua volta fu così chiamato dall'eremita francese "Boldrone" che lo aveva fondato nel XIII secolo.
Il grande tabernacolo è composto da un'edicola a pianta esagonale, con due colonne e due semicolonne ioniche, a base attica. All'interno conservava tre affreschi di Pontormo, vicini stilisticamente alla lunetta di Vertumno e Pomona della villa di Poggio a Caiano. Si tratta di un San Giuliano (307x127 cm), col mantello rosso e la spada, del Crocifisso con la Madonna e san Giovanni (307x175 cm; san Giovanni era patrono del monastero) e di un Sant'Agostino (307x127 cm), con l'abito vescopvile verde e il bastone pastorale. Il manto di Maria è color prugna, mentre quello di Giovanni ha una tonalità rosa-arancione acidula. La fisionomia di sant'Agostino rimanda a quella del Vertumno di Poggio a Caiano, e simile è la delicatezza cromatica del lavoro. La Madonna è Giovanni Evangelista hanno un carattere spiccatamente nordico, di drammatica pateticità, che simostra già la conoscenza da parte dell'artista delle incisioni di Dürer, alle quali si ispirò profondamente per un'altra opera di quegli anni, il ciclo di affreschi nel chiostro della Certosa del Galluzzo.
La cronologia dunque è oggi solitamente collocata tra quelle due opere (Baldini, 1956-1957), anche se Vasari riferì gli affreschi a dopo il periodo alla Certosa, addirittura pèrossimi alla Cappella Capponi. Altre ipotesi sono quelle del Clapp (1966) che propose il 1524-1525, del Goldschmidt (1911) che indicò il 1536, del Gamba, che notò similitudini con la pala del Louvre, quindi il 1528-1530, seguito dalla Cox Rearick (1964). Ancora Luciano Berti seguì le considerazioni di Vasari e propose il 1524-1525.
Gravemente danneggiati nel tempo, gli affreschi vennero staccati nel 1956. Ne esiste una piccola replica della parte centrale nei Musei statali di Berlino, un'altra è a Firenze nelle collezioni della famiglia Romano.

## Galleria d'immagini

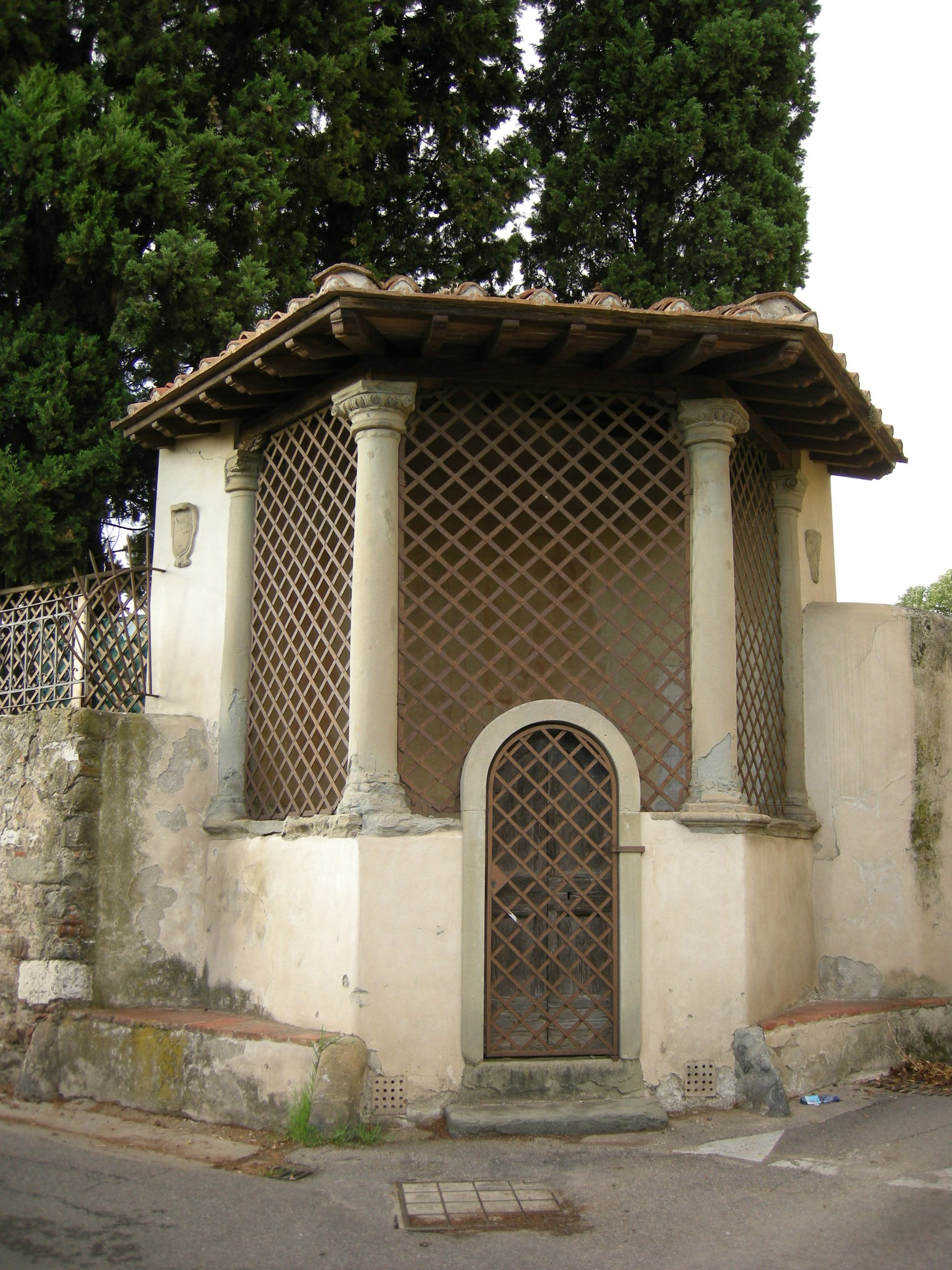
Tabernacolo di Boldrone
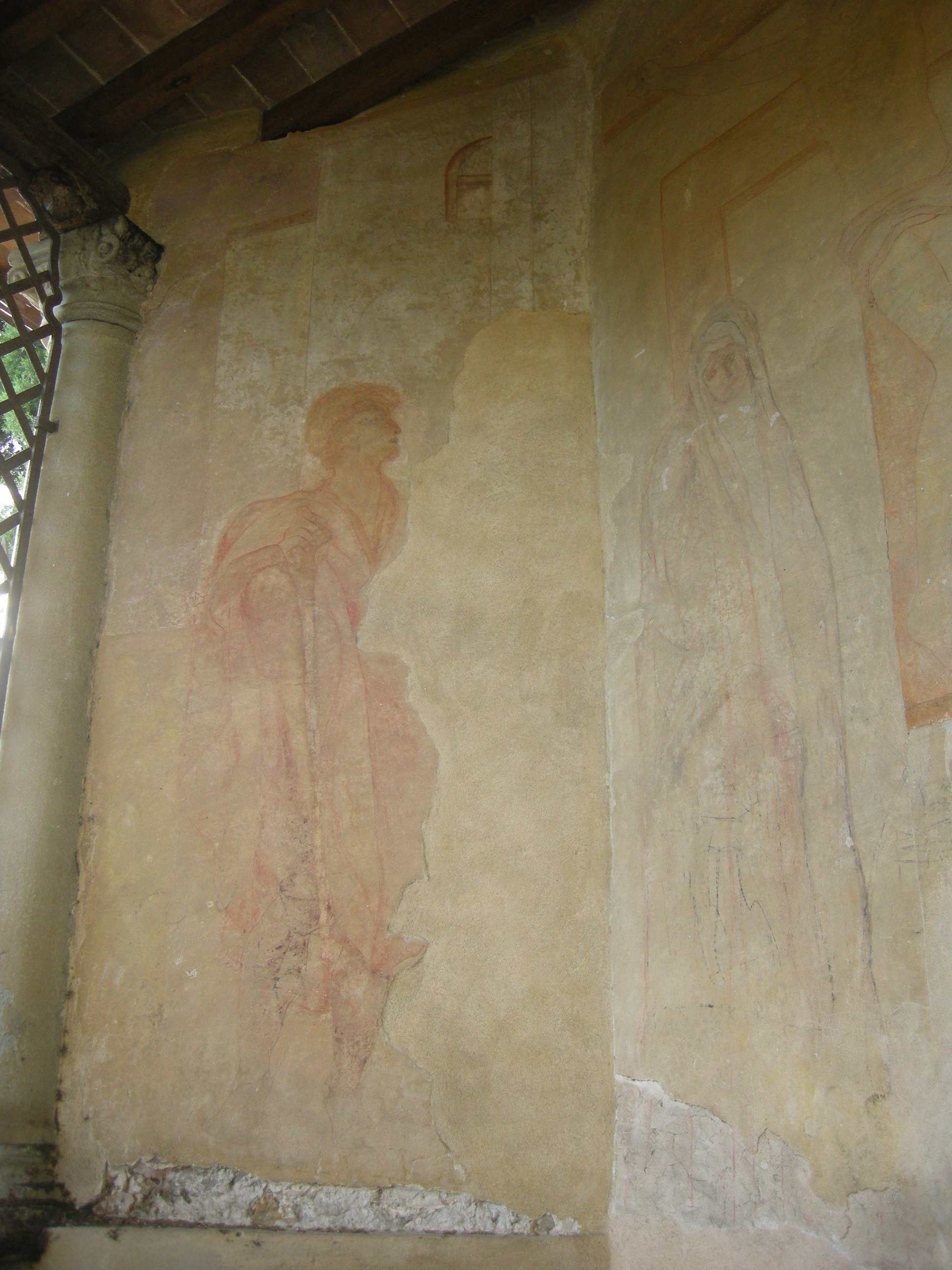
Copie moderne degli affreschi
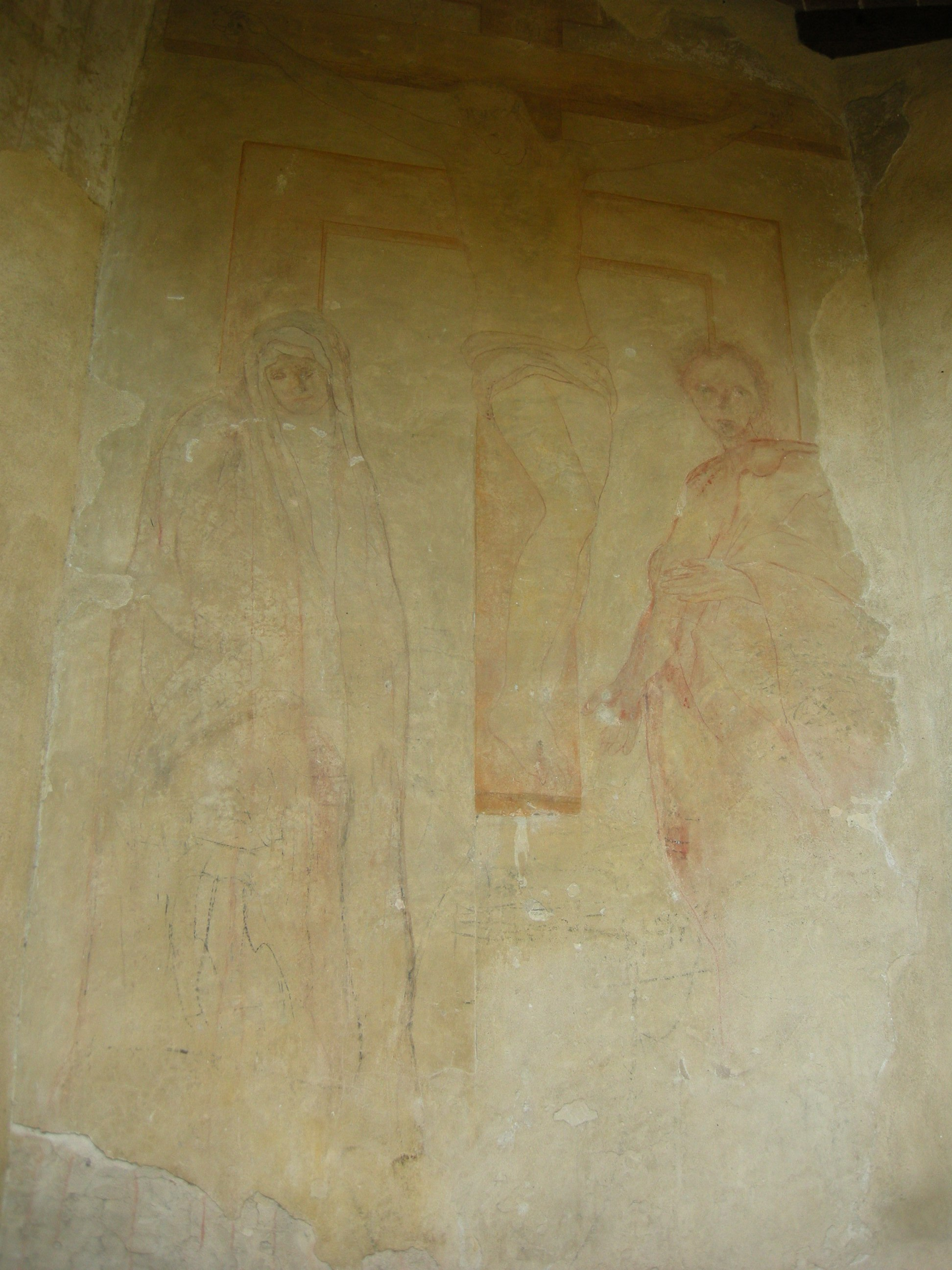
Copie moderne degli affreschi